# Bertil Bokstedt
Karl Bertil Bokstedt, född 3 april 1919 i Malmö, död 24 september 2010, var en svensk kapellmästare, musiker och teaterchef. Han anställdes vid Kungliga Teatern (numera Kungliga Operan) som repetitör 1942 och blev kapellmästare där 1954. Bokstedt utnämndes 1969 till intendent vid Drottningholms slottsteater (t f fr 1967), en befattning han lämnade 1980, och var under åren 1971–1977 chef för Kungliga Teatern. Bertil Bokstedt blev 1972 ledamot av Kungl Musikaliska Akademien.

## Filmmusik
- 1949 – Svenske ryttaren